# C-550
La desaparecida  C-550  fue una carretera comarcal costera de la fachada atlántica gallega. Se extendía a lo largo de las Rías Bajas, desde Cee hasta Tuy y la frontera portuguesa, a lo largo de unos 360 km.
Tras la transferencia de la titularidad de las carreteras comarcales a las comunidades autónomas, y con los cambios de denominación, se fragmentó la carretera en diversas carreteras de distinto rango. Así, por ejemplo, el tramo Pontevedra-La Lanzada pasó a denominarse  PO-308 , el tramo Vigo-Tuy pasó a denominarse  PO-552  o el tramo Ribeira-Dodro pasó a llamarse  AC-305 . Estos son algunos de los fragmentos que se conservan hoy en día:  PO-546 ,  AC-550 ,  AC-197 ,  AC-196 ,  AC-305 ,  AC-307 , VRG-4.2, PO-550, PO-548, PO-551...